# This Way Out
This Way Out é um filme de comédia mudo produzido nos Estados Unidos, dirigido por Bobby Burns e com atuação de Oliver Hardy.